# 제러미 셰필드
제러미 셰필드(Jeremy Sheffield, 1966년 3월 17일 ~ )는 영국의 배우이다.
에식스의 첼름스퍼드에서 태어났다.

## 방송
- 홀비시티 시즌5
- 홀비시티 시즌4
- 홀비시티 시즌3
- 홀리오크
- 코로네이션 스트리트

## 영화
- 더 파워 오브 쓰리 (2011년)
- 칠드런 (2008년)
- 미스 컨셉션 (2008년) - 제임스 역
- 하비의 마지막 로맨스 (2008년) - 맷 역
- 호텔 바빌론 (2006년)
- 웨딩 데이트 (2005년)
- 크립 (2004년) - 가이 역
- 홀비시티 시즌1 (1999년)
- 대마법사 멀린 (1998년) - 란셀롯 경 역
- 안나 카레니나 (1997년)